# Accident aeri del Montseny de 1970
L'accident aeri del Montseny de 1970 succeí el divendres 3 de juliol del mateix any quan un avió Comet 4 de la companyia Dan-Air, provinent de l'aeroport de Manchester i amb destí final a l'aeroport del Prat de Barcelona, es va estavellar contra el cim de les Agudes del massís del Montseny, prop d'Arbúcies. En total van morir 113 persones (106 passatgers i 7 tripulants), dels quals 112 van ser identificades. Es tracta de l'accident aeri més important ocorregut mai a Catalunya i el 8è més greu d'Espanya pel que fa a víctimes. No obstant, en aquell moment es tractà del més mortífer de la seva història. El 1959 havia succeït un accident similar.

## Aparell
L'aparell accidentat es tractava d'un de Havilland DH-106 Comet 4 (registre G-APDN), que va ser comprat a l'empresa BOAC el 1969 i, fins al moment de l'accident, duia 25.786 hores de servei.

## Accident

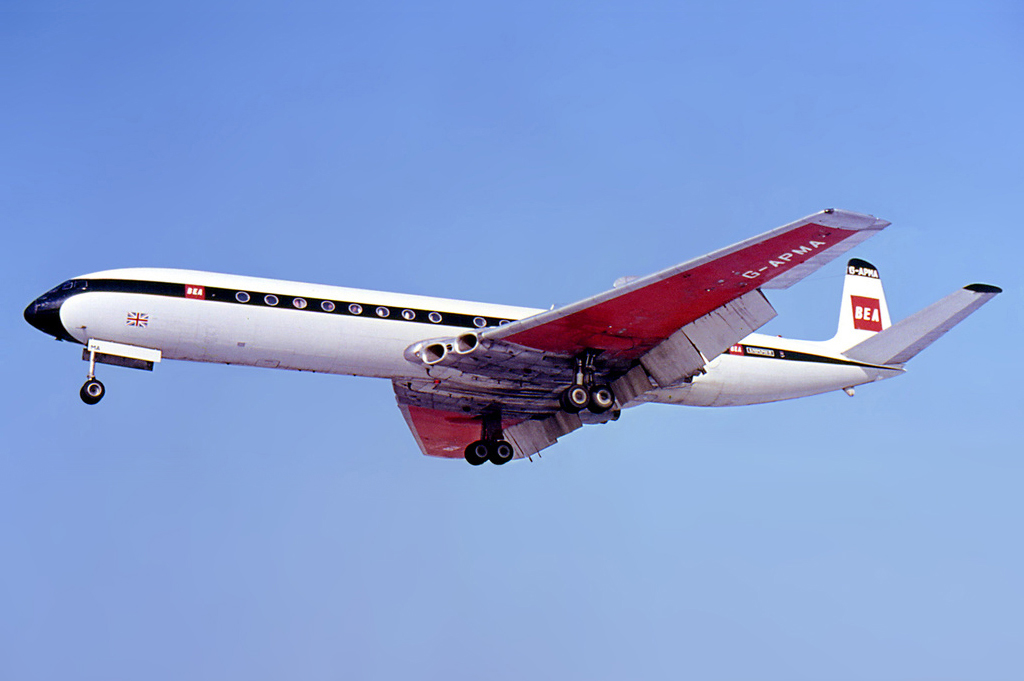
Un Comet 4, el model d'avió accidentat.

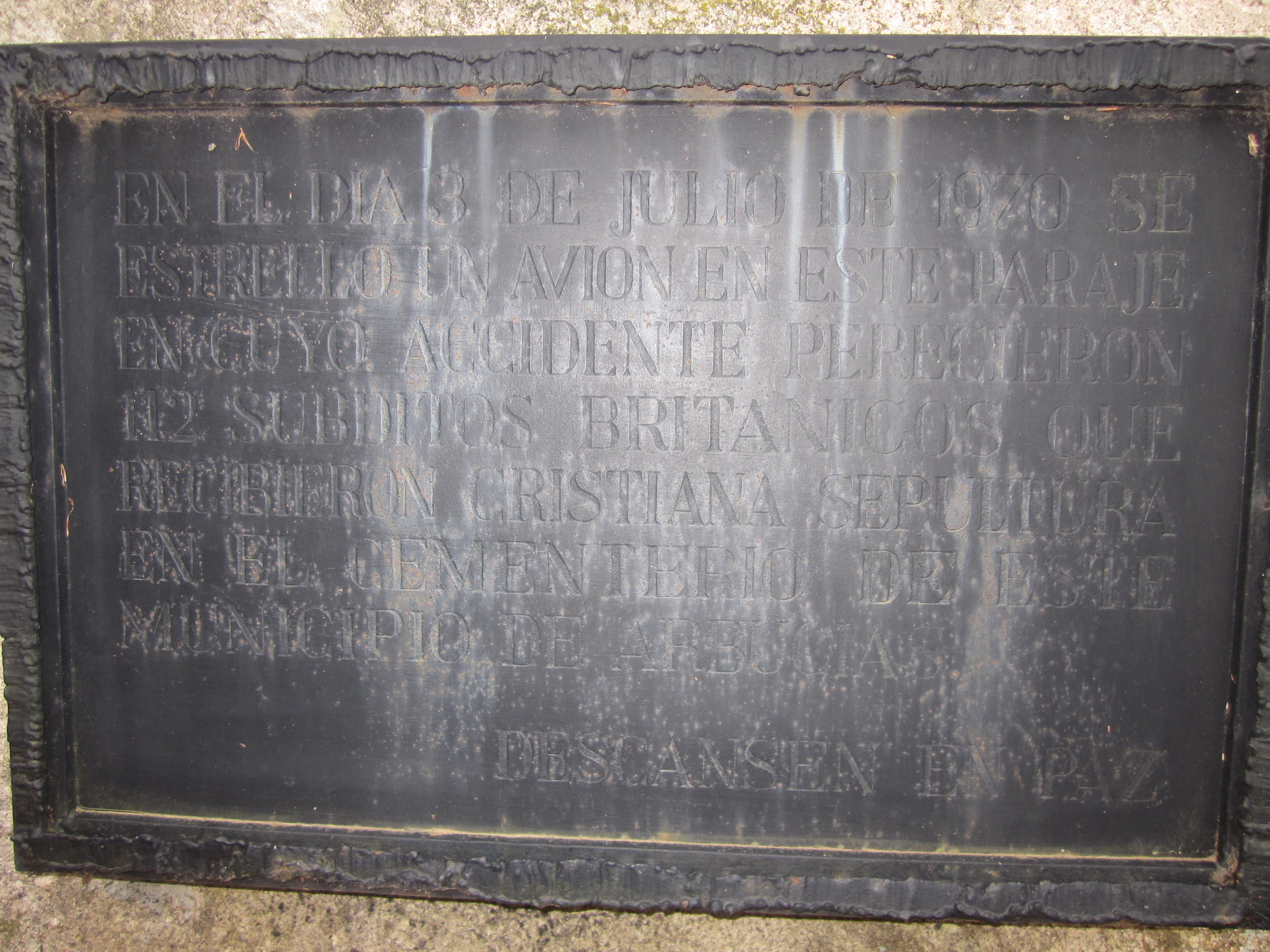
Placa commemorativa de la zona.

El vol de la companyia Dan-Air va partir de l'aeroport de Manchester a les 16:08 del 3 de juliol de 1970. A causa d'alguns retards a la zona de París, l'aparell es va haver de desviar de la ruta prevista; tot i això, a les 17:53 el pilot ja va contactar amb el centre de control regional de Barcelona, i a les 17:59 l'avió ja s'apropava a la ciutat catalana i començava les maniobres de descens. Mentre l'aparell feia un gir cap a l'esquerra per situar-se als 140 graus, la tripulació va informar erròniament que estaven sobrepassant la balisa no direccional de Sabadell; el controlador no es va adonar de l'error a causa d'un altre avió que sobrevolava la zona (algunes fonts citen que va confondre Sabadell amb Berga), i va autoritzar el pilot a continuar el descens fins al 2.800 peus (uns 850 metres). Aproximadament a les 18:05 l'aparell, quan volava a uns 3.800 peus d'altitud (uns 1.150 metres) es va estavellar contra els faigs de la falda nord-est del cim de les Agudes del massís del Montseny el qual, aquella tarda, es trobava molt ennuvolat.
Josep Farrerons, que llavors tenia vint-i-sis anys i treballava de tècnic d'aviació a la torre de control de l'aeroport de Girona, explicà que ràpidament havia corregut l'alarma que un avió de la companyia Dan-Air que s'adreçava a Barcelona s'havia perdut. A la torre de control de l'aeroport de Barcelona, però, ja havien rebut dades que l'avió havia caigut al mar davant de Mataró. Segons Farrerons, s'esdevingueren una pila d'errors humans i tècnics fruit de les limitacions de l'època, com que el radar no s'activés, que no es fes anar el radioaltímetre que marca la distància amb terra... i així fou que en el tram entre Sabadell i Mataró l'avió s'acabà desorientant.
Aquell dia a les muntanyes del Montseny hi havia molta boira arrapada a les capçades dels arbres i també humitat que esmorteïa qualsevol soroll com per exemple el d'un avió estavellant-se a 450 quilòmetres per hora. Seria un veí de Viladrau, Àngel Rabat, qui havia vist l'aeronau passant per sobre seu amb una traça tan baixa que li semblà que no passaria per sobre el massís del Montseny, però no va sentir res més. I l'endemà quan s'assabentà de la desaparició de l'avió s'adreça directament amb un tot terreny on intuïa que hauria pogut estavellar-se l'avió. Ell seria la primera persona a veure la catàstrofe en una fageda sota la carretera que connecta Santa Fe del Montseny i l'ermita de Sant Marçal, lloc on s'instal·laria el monòlit que actualment recorda l'accident.
Segons els primers testimonis dels veïns que s'acostaren a la zona de l'accident, el terreny era corprenedor. Feren un tomb per assegurar-se que hi hagués algú viu, però de seguida s'adonaren que no hi havia cap supervivent. L'enviat especial de La Vanguardia Albert Duran descrigué que "l'impacte contra el terra va provocar un forat d'uns 50 metres de diàmetre. Part del fuselatge apareix penjat als arbres a una distància de 200 i 300 metres, i unes rodes del tren d'aterratge, a uns 700 metres del lloc del xoc. Apareixien després dispersats i com en un ventall les restes dels cossos dels ocupants de l'avió sinistrat".
Amb una retroexcavadora es va obrir una carretera fins al lloc dels fets i així és com els camions van poder accedir al bosc per a retirar la ferralla i les restes dels morts. Com que Arbúcies és el poble amb més pes de la zona i també la seva proximitat amb els fets, foren determinants per centralitzar-hi l'operació d'emergència. Un camió transportaria en caixes de fusta les restes mortals dels passatgers fins a la població. El Regne Unit enviaria forenses per repatriar els cossos i fer un funeral d'estat, i s'instal·là una barraca annexa al cementiri que habitualment havia servit per deixar-hi els cossos dels difunts abans de ser enterrats. Els forenses obriren les caixes de fusta i feren el recompte, i veient la magnitud de la tragèdia i que els cossos estaven massa dividits, es va acordar fer una gran fossa comuna al cementiri d'Arbúcies per enterrar-hi totes les víctimes, espai que s'anomenaria llavors "el cementiri dels anglesos". La fossa es coronaria amb un monument amb una placa on es podien llegir els noms de totes les víctimes de l'accident, algunes de les quals formaven part de famílies senceres que van perdre la vida en aquell accident.
La investigació del sinistre hauria correspost a l'Estat espanyol, tal com dictava la normativa internacional. Així, la reconstrucció del vol mostrava que l'aeronau Comet 4 havia creuat lleugerament els Pirineus i s'havia desviat cap a l'est respecte de la ruta aèria UB-31 que l'havia de portar a Barcelona passant per Berga i Sabadell, on es trobava el principal radiofar. Però ni el comandant de l'avió ni el control d'aproximació a Barcelona varen detectar l'anomalia en la ruta, així com tampoc s'adonaren que les estimacions de temps de pas per Sabadell que anava donant el pilot al controlador no concordaven ni amb la distància que encara havia de recórrer l'avió, ni amb la seva velocitat. Segons les primeres diligències, el controlador s'hauria refiat del que li deia el comandant del Comet 4, corroborat pel senyal que emetia el radar. Però els radars que es feien servir en aquella època eren "molt primaris, poc precisos i que, quan veien un punt o una taca a la pantalla, tant podia representar un avió, com un núvol o una muntanya, depenent de les condicions meteorològiques", segons admetien alguns controladors de l'època sotto voce. I la instrucció militar dels fets va acabar dos anys més tard amb l'arxivament de les diligències, considerant el pilot l'únic culpable.

## Víctimes

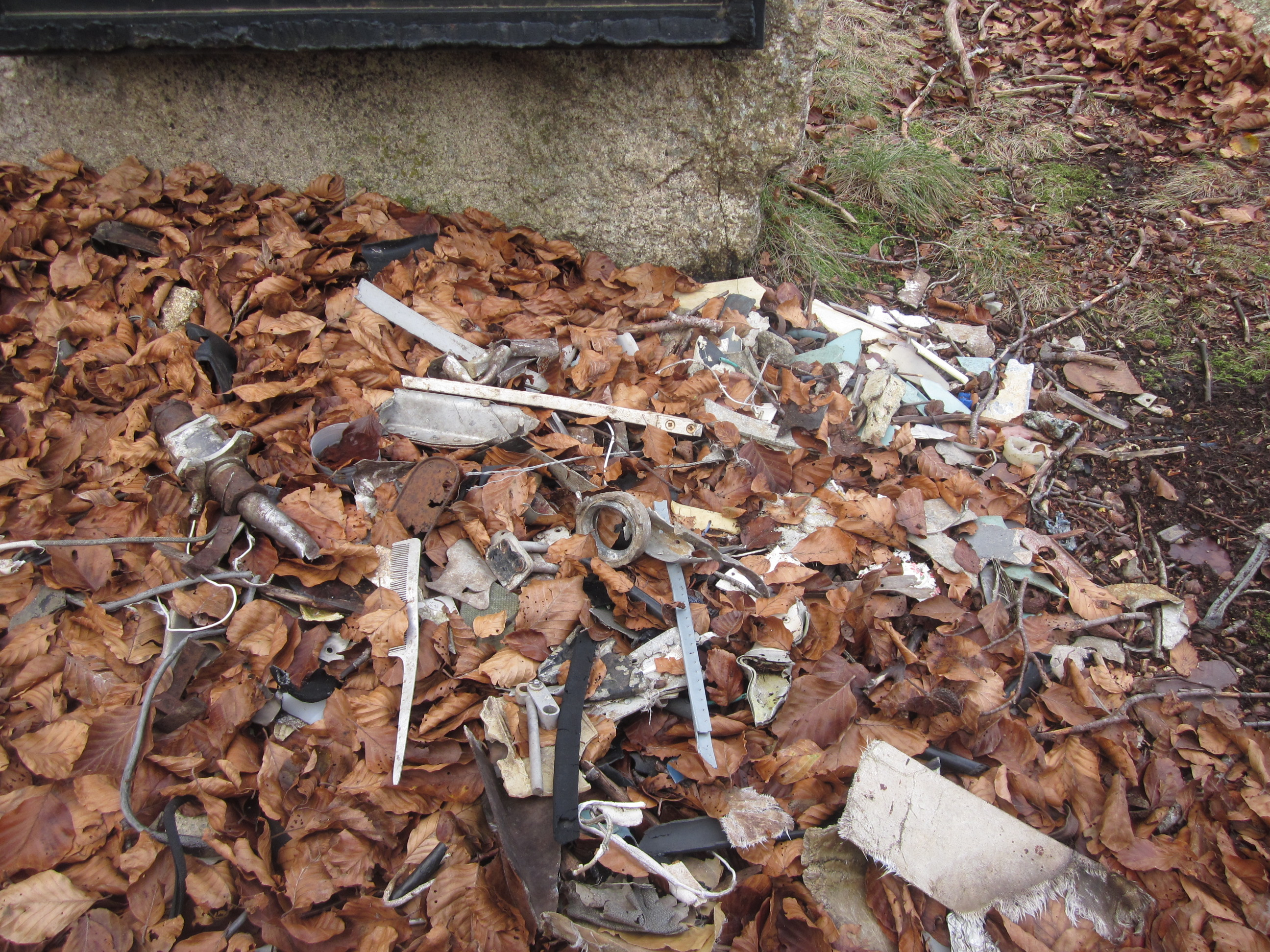
Restes del Comet 4 accidentat que deixa la gent davant la placa, Montseny.

Les víctimes —totes elles britàniques, la majoria de la regió de Lancashire— anaven de vacances a la Costa Brava en un viatge organitzat per la firma Clarksons i, en un principi, els seus cossos havien de ser repatriats al Regne Unit, encara que finalment els cadàvers van ser enterrats al cementiri d'Arbúcies. La cerimònia religiosa —celebrada amb els ritus catòlic i anglicà— va ser oficiada pel reverend catòlic Boix Taberner i pel pastor anglicà Herold Wilson, sota la presència de les banderes britànica i espanyola. Alguns familiars de les víctimes van assistir a l'acte, així com autoritats locals i habitants de la zona. La reina Elisabet II va enviar un missatge de condol a les famílies dels desapareguts. Malgrat tot, la cerimònia fou calculadament discreta i silenciada, i ni tan sols totes les famílies van poder assistir a l'enterrament.
El fet que s'enterressin tots els cossos en una fossa comuna semblà raonable en un primer moment a causa de la impossibilitat d'embalsamar i conservar tants cossos. Però en realitat xocava amb les intencions d'una delegació britànica integrada per un forense de la British Accident Investigation Branch, John Kenyon Mason, i un representant d'una funerària vinguts expressament per repatriar els cadàvers. Finalment, el cònsol general del Regne Unit, D.H. Clibbor, digué a un alt cap militar que les restes serien inhumades al cementiri local, ignorant les peticions dels forenses i representants. Aquesta situació aixecà encara més sospites de què la investigació de l'accident es volia tancar de forma precipitada i evitar actes oficials amb les autoritats britàniques i espanyoles, deixant-ho com un afer merament local, i sense cap imatge de la cerimònia davant la fossa comuna amb els 112 cadàvers.
Encara que el nombre de passatgers declarat per Dan-Air, els informes oficials i els noms gravats en les dues làpides que hi ha al cementiri d'Arbúcies indicaven que van morir 112 persones, existeixen testimonis directes que afirmen que al lloc de l'accident van aparèixer 113 persones al comptar per caps el nombre de defuncions. Per tant, van ser enterrades 113 víctimes, ignorant-se la identitat d'una d'elles. Es va descartar que fos algun veí de la zona i tambe un nadó no inclòs a la llista d'ocupants.
Quan els primers familiars van poder atansar-se a Arbúcies, tots els cossos ja estaven enterrats a la fossa comuna. A més, tot i que els testimonis recorden que van carregar diverses furgonetes amb maletes i altres efectes personals de les víctimes, se sap que mai es va lliurar ni un sol d'aquests objectes a les famílies.

## Als mitjans de comunicació
El 19 d'octubre de 2021, el programa Sense ficció va emetre un documental sobre l'accident anomenat «Montseny, la tragèdia enterrada». Produït per TV3 i La Kaseta Ideas Factory, amb la col·laboració de Punt TV Comunicació Audiovisual i Taempus Media, i el suport de la Diputació de Girona, es preestrenà a Arbúcies el divendres 15 d'octubre al Centre Cultural Polivalent Neus Ayats. El treball d'investigació, dirigit per David Fontseca i amb guió de Josep Maria Flores, recull imatges inèdites de l'accident aeri, testimonis excepcionals de les famílies de les víctimes, dels voluntaris que van acudir al rescat i de l'historiador Ot Ordeig i el periodista Ignasi Gallart, que investigaren el cas a fons.